# Gedvydas
Gedvydas ist ein litauischer männlicher Vorname, abgeleitet von gedėti (trauern) und Vydas. Die weibliche Form ist Gedvydė.

## Personen
- Gedvydas Vainauskas (*  1955),  Journalist und Manager